# Corus cachani
Corus cachani är en skalbaggsart som beskrevs av Stefan von Breuning 1962. Corus cachani ingår i släktet Corus och familjen långhorningar. Inga underarter finns listade i Catalogue of Life.